# 萊夫奧克鎮區 (阿肯色州德魯縣)
萊夫奧克鎮區（英語：Live Oak Township）是位於美國阿肯色州德魯縣的一個行政鎮區。

## 地方資料
萊夫奧克鎮區的面積為163.45平方千米，當中陸地面積為161.94平方千米，而水域面積為1.51平方千米。根據2010年美國人口普查的數據，當地共有人口498人，而人口密度為每平方千米3.05人。